# Crveni mukač
Crveni mukač (Bombina bombina) je vrsta iz porodice mukača.

## Opis vrste
Ovaj markantni vodozemac ima zeleno do svjetlo zelena leđa prošarana tamnim mrljama i narančast pa do jarko crveni abdomen s tamnim šarama. Koža im je umjereno naborana a oči visoko smještene i prilagođene životu i u vodi. Noge i plivajuće kožice su im tamne do crne boje. 
Ova žaba je blago toksična, ponekad i za ljude. Kada mijenja svoju kožu crevni mukač se napuhne i uz kašljući zvuk je počne podirati i uz pomoć ustiju skidati te na posljetku pojesti kao obrok. 

## Životni ciklus
Parenje se odvija najčešće poslije kiše tijekom proljeća i ljeta. U vrijeme parenju, mužjaci privlače ženke zovom. Kad se uspiju približiti ženki, obuhvaćaju ih oko bokova prednjim nogama. Ženka ispušta jaja, a mužjak ih pritom oplođuje. U jednom ciklusu, ženka položi do 300 jaja, najčešće među vodenu vegetaciju, ali i slobodno na dno. Punoglavci koji se iz njih izlegu narastu do 45 mm, a krajem ljeta i početkom jeseni se preobraze u mukače dugačke 10-15 mm. Spolnu zrelost dostižu s 2 do 4 godine, a ženkama se to događa kasnije od mužjaka. Mogu doživjeti 12 godina u prirodi, a u zatočeništvu i do 20.

## Stanište i rasprostranjenost
Crveni mukač je vodena vrsta. Živi u vodenim staništima, u bistrim trajnim stajaćicama ili sporim tekućicama u nizinskim područjima. Zadržava se u plićacima i uz obalu, često u velikom broju.
Živoni prostor obuhvaća središnju i istočnu Europu (od Njemačke na sjeveru, Bugarske na jugu i Rusije i Ukrajine na istoku), te mali dio azijske Turske. 
Države u kojima ih se može naći su Rusija, Ukrajina, Moldavija, Rumunjska, Bugarska, Grčka, Turska, Bosna i Hercegovina,  Srbija, Hrvatska, Mađarska, Slovačka, Poljska, Bjelorusija, Litva, Latvija, Finska, Slovenija, Švicarska, Austrija, Njemačka, Češka, Danska i Švedska.

## Prehrana
Ličinke su biljojedi i hrane se algama i vodenim biljem. Mladi i odrasli se uglavnom hrane u ovdi, a hrana su im račići, vodeni puževi, vodene ličinke kukaca i vodene kukce. Kad se hrane na kopnu, jedu kopnene vrste spomenutih skupina. 

## Grabežljivci i zaštita od grabežljivaca
Ličinke crvenog mukača su hrana vodenim kukcima (ličinkama i odraslim jedinkama), gmazovima, pticama i malim sisavcima. 
Preobražene mukače štiti koža koja luči otrovne tvari koje ih čine nejestvima za mnoge vrste. Kada su napadnuti, često pokazuju boje koje signaliziraju da su otrovni. To rade uvrtanjem ili preokretanjem, pokazujući jarko obojen trbuh i druge obojene dijelove. Unatoč tome, neke vrste gmazova, ptica (npr. gak) i sisavaca hrane se mukačima.

## Zakonska zaštita
Bombina bombina je zaštićen Bernskom konvencijom (Appendix II, strogo zaštićena vrsta) i europskom direktivom o zaštiti staništa i vrsta (Annex II, IV).
Crveni mukač može se naći u Turopolju i na popisu je zaštićenih vrsta u Republici Hrvatskoj. Štiti ga Pravilnik o proglašavanju divljih svojti zaštićenim i strogo zaštićenim (NN 07/06), gdje je naznačen kao "strogo zaštićena svojta".